# Artzakank Parisi
Artzakank Parisi (arménien : Արձագանգ Փարիզի, littéralement « Écho de Paris ») est un journal en langue arménienne fondé en avril 1916 à Paris et publié jusqu'en juillet 1925 par Hagop Turabian, affilié au parti social-démocrate Hentchak.